# Comuna Hrînciuk, Camenița
Hrînciuk (în ucraineană Гринчук) este o comună în raionul Camenița, regiunea Hmelnîțkîi, Ucraina, formată din satele Babșîn, Hrînciuk (reședința) și Malînivți.

## Demografie
Componența lingvistică a comunei Hrînciuk
     Ucraineană (99,2%)
     Alte limbi (0,8%)
Conform recensământului din 2001, majoritatea populației comunei Hrînciuk era vorbitoare de ucraineană (99,2%), existând în minoritate și vorbitori de alte limbi.